# Zombie Teenz Evolution
Zombie Teenz Evolution ist ein kooperatives Legacy-Spiel von Annick Lobet, bei dem die Mitspieler gemeinsam versuchen, eine Stadt vor dem Überfall durch Zombies zu schützen. Es wurde 2020 bei dem Spieleverlag Le Scorpion Masqué veröffentlicht, in deutscher Sprache erschien es im Vertrieb von Asmodee. Das Spiel basiert auf dem Kinderspiel Zombie Kidz Evolution und ist für einen bis vier Spieler ab acht Jahren konzipiert, es dauert pro Runde etwa 20 Minuten.
Zombie Teenz Evolution wurde für das Spiel des Jahres 2021 nominiert.

## Thema und Ausstattung
Zombie Teenz Evolution ist wie der Vorgänger ein Legacy-Spiel, über mehrere Spielrunden ergeben sich also abhängig vom Spielverlauf Änderungen im Spiel. Die Spieler versuchen gemeinsam, zu verhindern, dass ihre Schule von Zombies überrannt wird, und diese zu verteidigen. Sie gewinnen das Spiel gemeinsam, wenn sie es schaffen, vier Zutaten-Kisten aus umliegenden Gebäuden in die Schule zu bringen, und sie verlieren, wenn ihnen dies nicht gelingt.
Das Spielmaterial besteht dabei neben der Spielanleitung („Zombiejäger-Handbuch“) aus einem Spielplan mit einem Grundriss der Gebäude um die Schule, vier Heldenfiguren, vier Zutaten-Kisten, einem schwarzen und einem weißen Würfel, vier Plättchen für eroberte Gebäude, vier Zombiehorden-Plättchen, sechs Ereigniskarten sowie 14 versiegelten Briefumschläge, die weiteres Spielmaterial, Regelergänzungen und Ähnliches für die Weiterentwicklung des Spiels beinhalten.

## Spielweise
Vor dem Spiel wird das Spielfeld in der Tischmitte platziert. Die Heldenfiguren werden auf die Schule im Zentrum des Spielplans gestellt und jeder Spieler wählt eine Figur aus. Drei Zombiehorden-Plättchen werden neben den Spielplan gelegt, eines kommt auf eines der Gullifelder des Spielplans. Auf jedes der vier Gebäude in den Ecken des Spielplans kommt eine Zutatenkiste und die restlichen Materialien werden neben den Spielplan gelegt.
Die Spieler spielen reihum im Uhrzeigersinn und machen jeweils einen Zug, wobei sie sich miteinander besprechen können. Zu Beginn seines Zuges würfelt der Spieler mit dem weißen Würfel und aktiviert damit die Zombiehorden je nach Ergebnis. Würfelt er ein Fragezeichen, zieht er eine Ereigniskarte und führt diese aus, würfelt er eine farbige Seite, wird ein Zombiehorden-Plättchen auf dem Gullifeld der entsprechenden Farbe ins Spiel gebracht oder eine bereits im Spiel befindliche Horde entlang einer vorgegebenen Spur bewegt. Gelangt eine Zombiehorde in ein Gebäude, erobert sie dieses und beginnt damit, ein Trampolin zu bauen, um auf das nächste Gebäude zu springen. Muss sich eine Horde auf einem bereits eroberten Gebäude bewegen oder erreicht ein bereits erobertes Gebäude, springt sie über das Trampolin auf das nächste Gebäude im Uhrzeigersinn und besetzt auch dieses. Wenn die Zombies alle vier Gebäude besetzt haben, endet das Spiel und das Team hat verloren.
Als zweiten Schritt des Spielzuges darf der Spieler zwei von drei möglichen Heldenaktionen durchführen, wobei er auch zweimal hintereinander die gleiche Aktion nutzen kann: 
1. Er darf sich auf ein benachbartes Feld bewegen,
2. er darf eine Zombiehorde angreifen, die sich auf dem gleichen Feld befindet, und diese aus dem Spiel entfernen,
3. er darf seinem benachbarten Teampartner eine Zutatenkiste zuwerfen, die sich auf seinem Feld befindet, oder eine Kiste von dessen Feld auffangen.

Wenn die Spieler alle vier Zutatenkisten in die Schule gebracht haben, gewinnen sie das Spiel.
Das Spiel endet, wenn entweder die Zombiehorden alle Gebäude übernommen haben oder die Spieler es schaffen, alle vier Zutatenkisten in die Schule zu bringen. Wenn die Spieler eine Runde beendet haben, markieren sie dies durch einen Aufkleber in einer Fortschrittsleiste und immer, wenn sie dort ein Feld markieren, auf dem ein Briefumschlag abgebildet ist, wird ein Briefumschlag geöffnet. Das darin enthaltene Material und auch neue Regeln werden für die Folgerunden in das Spiel integriert.

## Ausgaben und Rezeptionen
Das Spiel Zombie Teenz Evolution wurde von Annick Lobet auf der Basis des bereits 2018 von ihr veröffentlichten Spiel Zombie Kidz Evolution als Fortsetzung entwickelt und 2020 von dem Spieleverlag Le Scorpion Masqué in französischer und englischer Sprache veröffentlicht. 2021 wurde es zudem auf Deutsch, Russisch, Polnisch, Tschechisch und Koreanisch übersetzt. Die deutschsprachige Version erschien bei Asmodee in Zusammenarbeit mit Le Scorpion Masqué.
Zombie Teenz Evolution wurde 2021 für das Spiel des Jahres nominiert, wobei die Jury die Aufnahme wie folgt kommentiert:

„Das einfache Grundprinzip des Spiels findet stets neue Wege, die Spieler:innen zu motivieren, die Knobelaufgabe wieder und wieder meistern zu wollen. Die liebevolle und hochwertige Gestaltung des Spielmaterials, sowie eine Prise Würfelglück runden das jugendliche und mitreißende Spielerlebnis ab. Besonders hervorzuheben ist die Diversität der Charaktere, die allen Spieler:innen eine Identifikationsfigur bietet.“

## Belege
1. 1 2 3 4 5 6  Spielanleitung Zombie Teenz Evolution, Asmodee 2020.
2. ↑  Zombie Kidz Evolution in der Spieledatenbank BoardGameGeek (englisch); abgerufen am 12. Juni 2021.
3. ↑  Versionen von Zombie Teenz Evolution in der Spieledatenbank BoardGameGeek (englisch); abgerufen am 12. Juni 2021.
4. ↑  Zombie Teenz Evolution auf der Webseite des Spiel des Jahres e.V.; abgerufen am 12. Juni 2021.